# Frivillig barnlöshet
Frivillig barnlöshet, barnfrihet, råder hos en människa som inte har barn eller som inte har önskan att skaffa barn och som inte är drabbad av ofrivillig barnlöshet.

## Motiv
Frivilligt barnlösa personer kan ha en rad olika motiv till varför de lever ett liv utan barn. Nedan följer några exempel.

### Ingen barnönskan
- Brist på föräldrakänslor[1]
- Tycker inte om barn[1]
- Tyckte inte om att vara barn själv[1]
- Alltid vetat[1]
- Brist på skäl till att skaffa barn[2]
- Ogillar barnens beteende[2]

### Personliga skäl
- Önskan om att få behålla sin frihet och lugna tillvaro[1]
- Självutvecklingsönskan[1]
- Önskan om att förbli sig själv och inte vilja anpassa sig efter den bilden på föräldrarollen som samhället har[1]
- Undvika kostnaden som barnuppfostran för med sig[1]
- Karriären[1]
- Barn tillför inget i helheten[1]
- Ogillar effekterna som barn kan ha på relationer med släkt och vänner[2]
- Vill inte göra avkall på sitt privatliv/personliga utrymme för barn[2]
- Vill inte göra avkall på fritiden för barn
- Tron om att det är svårt att behålla den känslomässiga och fysiska intimiteten med partnern när man har barn[2]
- Upplever sig inte kunna vara en ansvarsfull och tålmodig förälder

### Fysiska eller mentala hälsoskäl
- Dåliga erfarenheter från egen barn- eller ungdom[1]
- Rädsla för graviditeten eller förlossningen[1]
- Undvika att ge sitt biologiska arv vidare[1]
- Tron om att det är fel att riskera en graviditet när man är osäker på att man kan välkomna barnet i sitt liv[3]

### Samhälleliga skäl
- Överbefolkningen[1]
- Miljöförstörelsen[1][4][5][6][7]
- Samhällsstrukturen[1]

## Statistik och forskning
Psykologen Ellen Walker hävdade att den barnfria livsstilen hade blivit en trend 2014. Över hela världen väljer högre utbildade kvinnor statistiskt sett oftare att förbli barnfria.